# Miguel Castro
Miguel Ángel Castro Bascuñan (ur. 12 grudnia 1910 w Santiago, zm. 12 czerwca 1972) – chilijski lekkoatleta, średnio- i długodystansowiec. Uczestnik Igrzysk Olimpijskich 1936 oraz wielokrotny medalista lekkoatletycznych mistrzostw Ameryki Południowej.
Podczas Igrzysk Olimpijskich w Berlinie w 1936 roku startował w biegu na 1500 m. W swoim biegu eliminacyjnym zajął 10. miejsce i nie awansował do finału.
Zawodnik zdobył siedem medali na lekkoatletycznych mistrzostwach Ameryki Południowej: pięć złotych (bieg na 1500 m – 1935 i 1939, bieg na 3000 m – 1935 i 1939, bieg na 5000 m – 1939) i dwa srebrne (bieg na 3000 m – 1943, bieg na 5000 m – 1943).
Rekord życiowy zawodnika w biegu na 1500 m wynosi 3:56.8. Wynik ten został osiągnięty w 1938 roku.